# Bouaflé (departement)
Bouaflé är ett departement i Elfenbenskusten. Det ligger i regionen Marahoué, i den centrala delen av landet, 70 km nordväst om huvudstaden Yamoussoukro.